# Bathythrix argentata
Bathythrix argentata là một loài tò vò trong họ Ichneumonidae.